# PhyloCode
El Código Internacional de Nomenclatura Filogenética (del inglés International Code of Phylogenetic Nomenclature, acortado como PhyloCode por su nombre en inglés, es un borrador en desarrollo para el conjunto formal de reglas que gobiernan la nomenclatura filogenética. Su versión actual está específicamente diseñada para regular la selección de nombre para clados, dejando la gobernanza de los nombres de las especies en manos de los códigos de nomenclatura basada en rangos (ICN, ICZN, ICNP, ICTV).
El PhyloCode está asociado con la Sociedad Internacional para Nomenclatura Filogenética (ISPN por sus siglas en inglés). El volumen complementario, Phylonyms, establece un nombre para 300 taxones bajo las reglas propuestas para el PhyloCode, sirviendo como ejemplos para aquellos no familiarizados con el código. RegNum es una base de datos en línea asociada, para nombres filogenéticos.
El PhyloCode propone regular la nomenclatura filogenética proporcionando reglas sobre cómo decidir qué asociaciones de nombres y definiciones se considerarán establecidas, cuales de estos deben ser considerados homónimos o sinónimos, y cuál de un conjunto de sinónimos u homónimos se considerará aceptado (generalmente el que se registró primero; ver más abajo). El PhyloCode sólo permite nombrar clados, no grupos parafiléticos o polifiléticos, y sólo permite el uso de especímenes, especies, y apomorfías como especificadores.

## Nomenclatura filogenética
A diferencia de los códigos de nomenclatura basados en rangos (ICN, ICZN, ICNB), el PhyloCode no requiere el uso de rangos taxonómicos, aunque opcionalmente permite su uso. Los códigos basados en rangos definen taxones usando un rango (como género, familia, etc.) y, en muchos casos, un espécimen tipo. El contenido exacto de un taxón, otro que no sea el tipo, no está especificado por los códigos basados en rangos. 
Lo siguiente son ejemplos de tipos de definición filogenética (las mayúsculas indican especificadores):
- Basado en nodos: "el clado que se origina con el ancestro común más reciente de A y B" o "el clado menos inclusivo que contiene A y B".
- Basado en ramas: "el clado que consiste en A y todos los organismos o especies que comparten un ancestro común más reciente con A que con Z" o "el clado más inclusivo que contiene A, pero no contiene a Z". Otro término para las definiciones de este tipo es basa en la raíz.
- Basado en apomorfia: "el clado que se origina con el primer organismo o especie en poseer la apomorfia M heredada por A".

También son posibles otros tipos de definición, teniendo en cuenta no solo las relaciones filogenéticas y apomorfías de los organismos, sino también si existen o no organismos relacionados. 
La siguiente tabla da ejemplos de definiciones filogenéticas de clados que también tienen rangos en la nomenclatura tradicional. Cuando todos los especificadores de una definición basada en nodos son especímenes o especies existentes, como en la siguiente definición de Mammalia, se define un grupo terminal. (La definición tradicional de Mammalia es menos restrictiva e incluye algunos grupos fósiles fuera del grupo terminal).
| Nombre                        | Rango      | Tipo                      | Posible definición filogenética |
| ----------------------------- | ---------- | ------------------------- | --- |
| Tyrannosauridae               | Familia    | Tyrannosaurus Osborn 1905 | Clado menos inclusivo que contiene Tyrannosaurus rex Osborn 1905, Gorgosaurus libratus Lambe 1914 y Albertosaurus sarcophagus Osborn 1905                                                                                 |
| Mammalia                      | Clase      | N/A                       | Clado originario del ancestro común más reciente de los humanos, Homo sapiens Linnaeus 1758 y ornitorrincos, Ornithorhynchus anatinus Shaw 1799                                                                           |
| Rodentia                      | Orden      | N/A                       | El clado más inclusivo que contiene el ratón doméstico, Mus musculus Linnaeus 1758, pero no el conejo serrano, Sylvilagus floridanus Allen 1890                                                                           |
| Neornithes (Pájaros modernos) | Subclase   | N/A                       | Clado originado con el ancestro común más reciente de los miembros existentes del clado más inclusivo que contiene el gorrión común Passer domesticus Linnaeus 1758, pero no el dinosaurio Stegosaurus armatus Marsh 1887 |
| Tetrapoda                     | Superclase | N/A                       | Clado que se originó con el antepasado más antiguo del cual Homo sapiens Linnaeus 1758 heredó las extremidades con los dedos de las manos o de los pies                                                                   |

## Versiones
El borrador del PhyloCode ha pasado por varias revisiones. Todas las versiones anteriores se pueden encontrar en el sitio web Archivado el 4 de abril de 2019 en Wayback Machine. . Para enero del año 2020, la versión actual es la 5, finalizada en enero de 2014 y publicada el 21 de enero de 2019. 

## Organización
Cuando con otro nomenclatural códigos, las reglas del PhyloCode está organizado como artículos, los cuales en vuelta están organizados como capítulos. Cada artículo también puede contener notas, ejemplos, y recomendaciones.

### Tabla de contenido
- Prefacio Archivado el 4 de noviembre de 2019 en Wayback Machine. (incluida la literatura citada Archivado el 23 de septiembre de 2021 en Wayback Machine. )
- Preámbulo Archivado el 24 de septiembre de 2021 en Wayback Machine.
- División I. Principios Archivado el 1 de septiembre de 2021 en Wayback Machine.
- División II. Archivado el 15 de junio de 2010 en Wayback Machine. Reglas Archivado el 15 de junio de 2010 en Wayback Machine.
  - Capítulo I. Taxones Archivado el 15 de junio de 2010 en Wayback Machine. (Artículos 1-3)
  - Capítulo II. Archivado el 22 de junio de 2010 en Wayback Machine. Publicación Archivado el 22 de junio de 2010 en Wayback Machine. (Artículos 4-5)
  - Capítulo III. Archivado el 1 de septiembre de 2021 en Wayback Machine. Nombres Archivado el 1 de septiembre de 2021 en Wayback Machine. (Artículos 6-8)
  - Capítulo IV. Archivado el 15 de junio de 2010 en Wayback Machine. Nombres de clados Archivado el 15 de junio de 2010 en Wayback Machine. (Artículos 9-11)
  - Capítulo V. Selección de nombres establecidos Archivado el 1 de septiembre de 2021 en Wayback Machine. (arts. 12 a 15)
  - Capítulo VI. Archivado el 22 de septiembre de 2021 en Wayback Machine. Disposiciones para híbridos Archivado el 22 de septiembre de 2021 en Wayback Machine. (Art. 16)
  - Capítulo VII. Archivado el 22 de septiembre de 2021 en Wayback Machine. Ortografía Archivado el 22 de septiembre de 2021 en Wayback Machine. (Artículos 17-18)
  - Capítulo VIII. Archivado el 3 de junio de 2021 en Wayback Machine. Autoría de nombres Archivado el 3 de junio de 2021 en Wayback Machine. (Art. 19)
  - Capítulo IX. Archivado el 22 de septiembre de 2021 en Wayback Machine. Citación de autores y números de registro Archivado el 22 de septiembre de 2021 en Wayback Machine. (Art. 20)
  - Capítulo X. Nombres de las especies Archivado el 28 de septiembre de 2021 en Wayback Machine. (Art. 21)
  - Capítulo XI. Archivado el 1 de septiembre de 2021 en Wayback Machine. Gobernancia Archivado el 1 de septiembre de 2021 en Wayback Machine. (Art. 22)
- Glosario Archivado el 20 de noviembre de 2017 en Wayback Machine.
- Tablas Archivado el 1 de septiembre de 2021 en Wayback Machine.
- Apéndices Archivado el 27 de noviembre de 2018 en Wayback Machine.
  - Apéndice A. Procedimientos de registro y requisitos de datos Archivado el 27 de noviembre de 2018 en Wayback Machine.
  - Apéndice B. Código de ética Archivado el 24 de septiembre de 2021 en Wayback Machine.

## Base de datos de registro
Una vez implementado, PhyloCode se asociará con una base de datos de registro, llamada RegNum, que almacenará todos los nombres de clados y definiciones que se considerarán aceptables. Se espera que esto proporcione una herramienta de uso público para asociar nombres de clados con definiciones, que luego podrían asociarse con conjuntos de subtaxa o especímenes a través de bases de datos de árboles filogenéticos (como TreeBASE). 
Sin embargo, como está previsto actualmente, el uso más importante de RegNum será la decisión de cuál de varios sinónimos u homónimos se considerará aceptado: el que tenga el número de registro más bajo, excepto en casos de conservación.

## Historia
(Condensado del Prefacio del PhyloCode)
El PhyloCode surgió de un taller en la Universidad de Harvard en agosto de 1998, donde se tomaron decisiones sobre su alcance y contenido. Muchos de los participantes del taller, junto con varias otras personas que posteriormente se unieron al proyecto, sirvieron como grupo asesor. En abril de 2000, se hizo público un borrador en la web y se solicitaron comentarios a la comunidad científica. 
Un segundo taller se llevó a cabo en la Universidad de Yale en julio de 2002, en el que se hicieron algunas modificaciones en las reglas y recomendaciones del PhyloCode. También se han realizado otras revisiones de vez en cuando. 
La Primera Reunión Internacional de Nomenclatura Filogenética, que tuvo lugar del 6 de julio de 2004 al 9 de julio de 2004 en París, Francia, contó con la asistencia de alrededor de 70 biólogos sistemáticos y evolutivos de 11 naciones. Esta fue la primera conferencia abierta de varios días que se centró completamente en la nomenclatura filogenética, y proporcionó el lugar para la inauguración de una nueva asociación, la Sociedad Internacional de Nomenclatura Filogenética (ISPN). Los miembros de ISPN eligen al Comité de Nomenclatura Filogenética (CPN), que ha asumido el papel del grupo asesor que supervisó las primeras etapas de desarrollo del PhyloCode. 
La Segunda Reunión Internacional de Nomenclatura Filogenética tuvo lugar del 28 de junio de 2006 al 2 de julio de 2006 en la Universidad de Yale (New Haven, Connecticut, EE. UU.).
La Tercera Reunión Internacional de Nomenclatura Filogenética tuvo lugar del 21 de julio de 2008 al 22 de julio de 2008 en la Universidad de Dalhousie (Halifax, Nueva Escocia, Canadá).

### Influencias
La base teórica del PhyloCode se desarrolló en una serie de artículos de Queiroz y Gauthier, que fue prevista por sugerencias anteriores de que el nombre de un taxón podría definirse por referencia a una parte de un árbol filogenético.
Siempre que fue posible, los redactores del PhyloCode utilizaron el borrador de BioCode como modelo, el cual intentó unificar el enfoque basado en rangos en un solo código. Así, la organización del PhyloCode, parte de su terminología y la redacción de ciertas reglas se derivan del BioCode. Otras reglas se derivan de uno o más de los códigos basados en rangos, particularmente los códigos botánicos y zoológicos. Sin embargo, muchas reglas del PhyloCode no tienen contrapartida en ningún código basado en rangos taxonómicos debido a diferencias fundamentales en los fundamentos de las definiciones de los sistemas alternativos.

## Futuro
El PhyloCode es controvertido y ha inspirado críticas considerables de algunos taxónomos. Aunque se inauguró hace décadas, el número de partidarios de la adopción generalizada del PhyloCode es todavía pequeño. Si bien Phylonym se publicó en la primavera de 2020, no está claro cómo se implementará el código y qué tan ampliamente se seguirá. Algunos partidarios creen que solo debería implementarse, al menos al principio, como un conjunto de reglas que acompañan a la base de datos de registro asociada, RegNum, y que la aceptación por parte de la comunidad científica puede provenir de la popularización de RegNum como una utilidad para encontrar nombres de clados y definiciones. 
Se puede encontrar una lista de críticas publicadas del PhyloCode en el sitio web de ISPN, al igual que una lista de refutaciones. 

## Literatura
- Anderson, J. S. (2002). «Use of well-known names in phylogenetic nomenclature: a reply to Laurin». Syst. Biol. 51 (5): 822-827. PMID 12396594. doi:10.1080/10635150290102447.
- Baum, D. A.; W. S. Alverson; R. Nyffeler (1998). «A durian by any other name: taxonomy and nomenclature of the core Malvales». Harvard Papers in Botany 3: 315-330. ISSN 1043-4534.
- Benton, M. J. (2000). «Stems, nodes, crown clades, and rank-free lists: is Linnaeus dead?». Biological Reviews 75 (4): 633-648. ISSN 0006-3231. PMID 11117201. doi:10.1111/j.1469-185X.2000.tb00055.x. Archivado desde el original el 5 de junio de 2011.
- Cantino, Philip D. (2000). «Phylogenetic nomenclature: addressing some concerns». Taxon (International Association for Plant Taxonomy (IAPT)) 49 (1): 85-93. doi:10.2307/1223935.
- Cantino, Philip D. (2004). «Classifying species versus naming clades». Taxon (International Association for Plant Taxonomy (IAPT)) 53 (3): 795-798. doi:10.2307/4135453.
- Carpenter, J. M. (2003). «Critique of pure folly». The Botanical Review 69 (1): 79-92. ISSN 0006-8101. doi:10.1663/0006-8101(2003)069[0079:COPF]2.0.CO;2.
- de Queiroz, K. (1992). «Phylogenetic definitions and taxonomic philosophy». Biol. Philos. 7 (3): 295-313. doi:10.1007/BF00129972.
- de Queiroz, K. (2006). «The PhyloCode and the distinction between taxonomy and nomenclature». Syst. Biol. 55 (1): 160-162. PMID 16507533. doi:10.1080/10635150500431221.
- de Queiroz, K.; P. D. Cantino (2001). «Phylogenetic nomenclature and the PhyloCode». Bull. Zool. Nomencl. 58: 254-271. ISSN 0007-5167.
- de Queiroz, K.; J. Gauthier (1990). «Phylogeny as a central principle in taxonomy: Phylogenetic definitions of taxon names». Syst. Zool. (Society of Systematic Biologists) 39 (4): 307-322. doi:10.2307/2992353.
- de Queiroz, K.; J. Gauthier. (1992). «Phylogenetic taxonomy». Annu. Rev. Ecol. Syst. 23: 449-480. ISSN 0066-4162. doi:10.1146/annurev.es.23.110192.002313.
- de Queiroz, K.; J. Gauthier (1994). «Toward a phylogenetic system of biological nomenclature». Trends Ecol. Evol. 9 (1): 27-31. PMID 21236760. doi:10.1016/0169-5347(94)90231-3.
- Dominguez, E.; Q. D. Wheeler (1997). «Taxonomic stability is ignorance». Cladistics 13 (4): 367-372. ISSN 0748-3007. doi:10.1006/clad.1997.0050.
- Donoghue, M. J.; J. A. Gauthier (2004). «Implementing the PhyloCode». Trends Ecol. Evol. 19 (6): 281-282. PMID 16701272. doi:10.1016/j.tree.2004.04.004.
- Gauthier, J.; K. de Queiroz (2001). «Feathered dinosaurs, flying dinosaurs, crown dinosaurs, and the name "Aves"».  En J. A. Gauthier; L. F. Gall, eds. New perspectives on the origin and early evolution of birds: proceedings of the International Symposium in Honor of John H. Ostrom. New Haven, Connecticut, U.S.A.: Peabody Museum of Natural History, Yale University. pp. 7-41 pp.
- Laurin, M. (2005). «Dites oui au PhyloCode!» (PDF fulltext). Bull. Soc. Fr. Syst. 34: 25-31. ISSN 1240-3253. Archivado desde el original el 8 de agosto de 2007.
- Laurin, M.; Philip D. Cantino (2004). «First International Phylogenetic Nomenclature Meeting: a report». Zool. Scr. 33 (5): 475-479. doi:10.1111/j.0300-3256.2004.00176.x.
- Laurin, M.; K. de Queiroz; Philip D. Cantino (2006). «Sense and stability of taxon names». Zool. Scr. 35 (1): 113-114. doi:10.1111/j.1463-6409.2006.00219.x.
- Nordal, I.; B. Stedje (2005). «Letters to the Editor: Paraphyletic taxa should be accepted» (PDF fulltext). Taxon 54 (1): 5-6. ISSN 0040-0262. doi:10.2307/25065296. Archivado desde el original el 28 de febrero de 2006. including proposal, but without the 150 supporting signatories
- Rieppel, O. (2006). «The PhyloCode: a critical discussion of its theoretical foundation». Cladistics 22 (2): 186-197. doi:10.1111/j.1096-0031.2006.00097.x.
- Sereno, P. C. (1999). «Definitions in phylogenetic taxonomy: critique and rationale». Syst. Biol. 48 (2): 329-351. PMID 12066711. doi:10.1080/106351599260328.
- Sereno, P. C. (2005). «The logical basis of phylogenetic taxonomy». Syst. Biol. 54 (4): 595-619. PMID 16109704. doi:10.1080/106351591007453.